# Paulo César Batista dos Santos
Paulo César Batista dos Santos,(* 25 de marzo de 1967, Itambacuri, Brasil) es un exfutbolista brasileño, que desarrolló la mayor parte de su carrera en clubes Brasileño, en el club Chileno Colo-Colo y en el club Portugués Benfica.

## Selección nacional
Ha sido internacional con la Selección de Brasil en 8 ocasiones desde 1990 a 1992. Y fue parte de la convocatoria de la canarinha en la Copa América 1993.

## Clubes
| Club             | País     | Año       |
| ---------------- | -------- | --------- |
| Cruzeiro         | Brasil   | 1989-1992 |
| Grêmio           | Brasil   | 1993-1994 |
| Benfica          | Portugal | 1994-1995 |
| Vasco da Gama    | Brasil   | 1995      |
| Atlético Mineiro | Brasil   | 1996      |
| Colo-Colo        | Chile    | 1997      |
| Ponte Preta      | Brasil   | 1998-2001 |

## Palmarés

### Campeonatos regionales
| Título             | Club     | País               | Año  |
| ------------------ | -------- | ------------------ | ---- |
| Campeonato Mineiro | Cruzeiro | Minas Gerais       | 1990 |
| Campeonato Mineiro | Cruzeiro | Minas Gerais       | 1992 |
| Campeonato Gaúcho  | Grêmio   | Río Grande del Sur | 1993 |

### Campeonatos nacionales
| Título           | Club      | País   | Año    |
| ---------------- | --------- | ------ | ------ |
| Copa de Brasil   | Grêmio    | Brasil | 1994   |
| Primera División | Colo-Colo | Chile  | C-1997 |

### Campeonatos internacionales
| Título                 | Equipo   | Sede           | Año  |
| ---------------------- | -------- | -------------- | ---- |
| Supercopa Sudamericana | Cruzeiro | Belo Horizonte | 1991 |

- Datos: Q586708